# Исследовательский реактор РГ-1М
РГ-1М (реактор гетерогенный, модернизированный) — ядерный реактор бассейнового типа. Предназначен для нейтронно-активационного химического анализа геологических и технологических проб Норильского горно-металлургического комбината.

## История
В 1964 году из Красноярска в Норильск приехала группа специалистов, во главе с Виталием Коваленко, человеком огромной пробивной эффективности и организаторской силы. Вместе с ним приехали: инженер-радиохимик Олег Тихомиров, инженер-электронщик Игорь Дубков, инженер-дозиметрист Борис Спицын, ставшие основой будущего коллектива.
Применяемые в то время химические методы анализа были медленными и трудоемкими и не обеспечивали необходимой чувствительности. Предлагаемый Коваленко и его товарищами метод, заключавшийся в исследовании проб в нейтронном потоке, стал основой множества успешно применяемых впоследствии на комбинате методик. Директор НГМК Владимир Иванович Долгих поддержал прогрессивное начинание. В середине 1965 года был подписан приказ о начале строительства лаборатории активационного анализа на основе проекта Государственного союзного проектного института (ГСПИ) с ядерным реактором РГ-1. Он был разработан научно-исследовательским конструкторским институтом энергетической техники (НИКИЭТ).
В качестве места под строительство реактора было выбрано подножие горы Барьерной.
Вели строительство в силу его специфичности и новизны «Никельстрой» и «Союзный монтажный трест», в «привязке» проекта участвовала норильская проектная контора, нынешний «Норильскпроект», во главе с её начальником Владимиром Гилельсом. Одновременно специалисты будущей лаборатории приступили к разработке первых методик нейтронно-активационного анализа (разработчики Н. Стороженко, В. Варик, В. Боганов и другие). Тогда же из Москвы приехал один из разработчиков реактора, он же первый главный инженер реактора Андрей Михайлович Беневоленский.
В апреле 1970 года состоялся физический пуск реактора РГ-1. По проекту его тепловая мощность была равна 5 кВт, но в период проведения пусконаладочных работ она была увеличена до 30 кВт. В 1972 году по результатам двухлетней эксплуатации реактор был модернизирован и получил наименование РГ-1М, а его тепловая мощность при этом увеличилась до 100 кВт. Поток тепловых нейтронов в центральном канале после этого превысил величину 2,0E+12 нейтронов на квадратный сантиметр в секунду. Реактор РГ-1М проработал в качестве источника нейтронов для нейтронно-активационного анализа до июня 1998 года. Ядерное топливо после остановки реактора было перегружено в бассейн выдержки, а затем (в 1999 году) отправлено на утилизацию на комбинат «Маяк» в 1999 году. Вскоре после этого все постройки реактора и лабораторного комплекса снесли, а на освободившемся месте соорудили бетонную площадку и засыпали её сверху металлургическим шлаком.

## Главные инженеры реактора
- 1969?—1972? — Беневоленский Александр Михайлович
- 1972?—1975? — Никитин Владимир Николаевич
- 1975?—1993 — Петров Александр Иванович
- 1993—1999 — Кротов Дмитрий Владимирович